# جون بيرنت (لاعب كرة قدم)
جون بيرنت (بالإنجليزية: John Burnett)‏ هو لاعب كرة قدم بريطاني في مركز ظهير ‏، ولد في 24 يونيو 1939 في Market Rasen ‏ في المملكة المتحدة. لعب مع غريمسبي تاون.